# Junge, komm bald wieder (Freddy-Quinn-Album, 1962)
Junge, komm bald wieder ist das 23. Extended-Play-Album des österreichischen Schlagersängers Freddy Quinn, das im 1962 in Frankreich im Musiklabel Polydor (Nummer 21 955) erschien. Der Druck geschah durch Dillard et Cie. Imp. Paris unter der Rechteverwerterin Bureau International de l’Edition Mecanique. Bis auf Seemann, o Seemann wurden alle Stücke als Single in den Jahren 1961 und 1962 veröffentlicht.

## Schallplattenhülle
Auf der Schallplattenhülle ist Freddy Quinn am Strand zu sehen. Er sitzt barfuß auf einem Boot, das auf dem Trockenen liegt, spielt seine Gitarre und ist mit einem roten Hemd und einer hellbraunen Hose bekleidet.

## Musik
Junge, komm bald wieder und Seemann, o Seemann wurden von Walter Rothenburg geschrieben und Wenn die Sehnsucht nicht wär’ und Und das weite Meer von Günter Loose. Beim Schreiben des Albums war Lotar Olias beteiligt.

## Titelliste
Das Album beinhaltet folgende vier Titel:
- Seite 1

1. Junge, komm bald wieder
2. Seemann, o Seemann

- Seite 2

1. Wenn die Sehnsucht nicht wär’
2. Und das weite Meer